# Robert Wareing
Robert Nelson Wareing, född 20 augusti 1930, död 1 maj 2015, var en brittisk oberoende politiker, i Labour till 2007. Han var parlamentsledamot för valkretsen Liverpool West Derby 1983-2010. Han tillhörde Labourpartiets vänsterdel och är socialist, men konservativ i sociala frågor. Han var oppositionens whip mellan 1987 och 1992.
1989 blev han änkeman, han hade inga barn.